# Schienenseilbahn
Schienenseilbahn ist der Oberbegriff für Eisenbahnen, bei denen Antriebskräfte mittels Seilen auf Fahrzeuge übertragen werden. Das Seil kann dabei sowohl von ortsfesten Antriebsstationen bewegt werden als auch von anderen Fahrzeugen auf der Eisenbahn.
Manchmal wird der Begriff Schienenseilbahn an Stelle von Schiefe Seilebene verwendet.
Die Schienenseilbahnen lassen sich in folgende Bauarten aufteilen:

## Schiefe Seilebene
Beispiele:

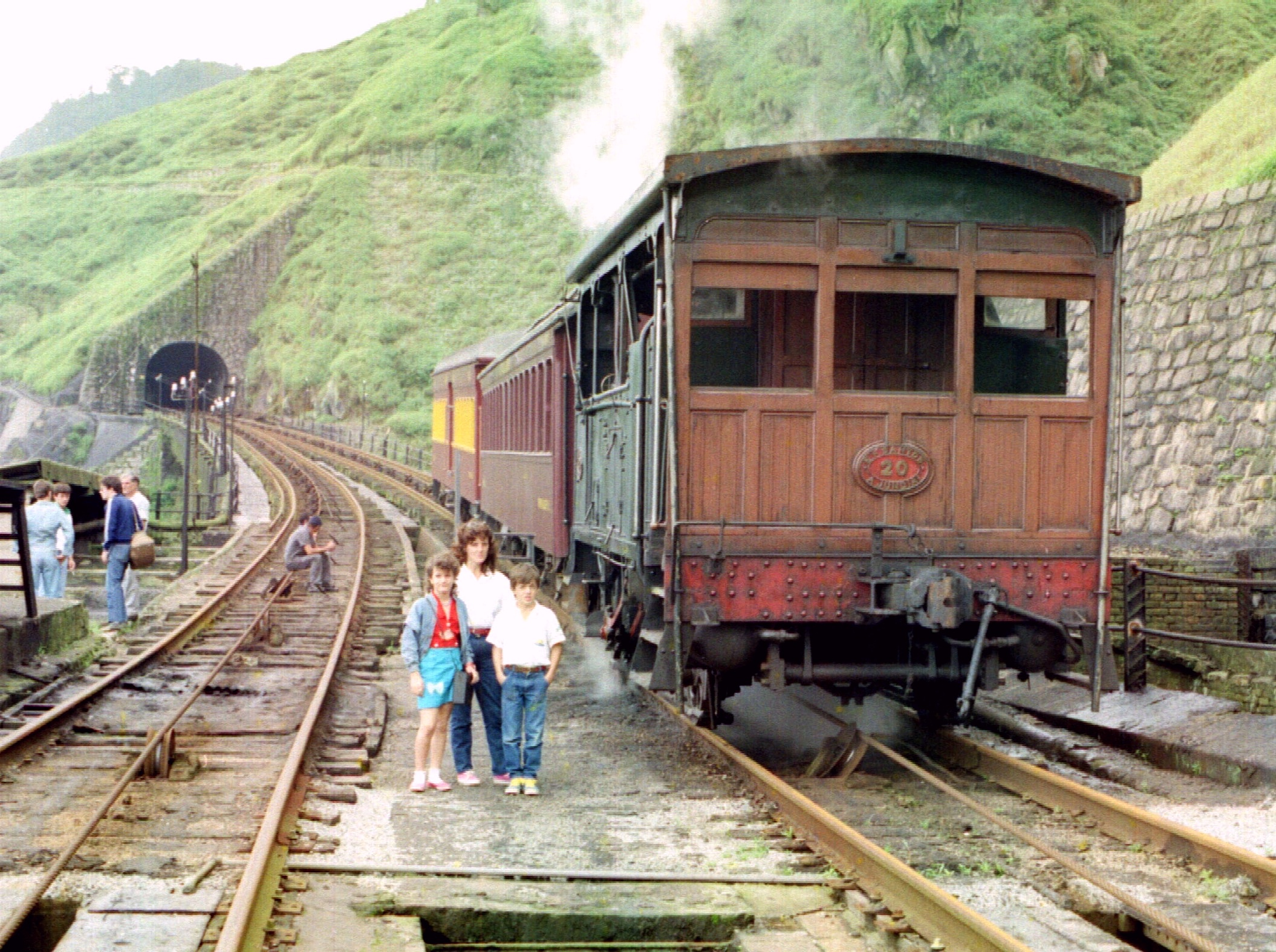
Bremslokomotive (Locobreque) mit Personenwagen in der Ausweiche eines Seilabschnitts der Schienenseilbahn Paranapiacaba

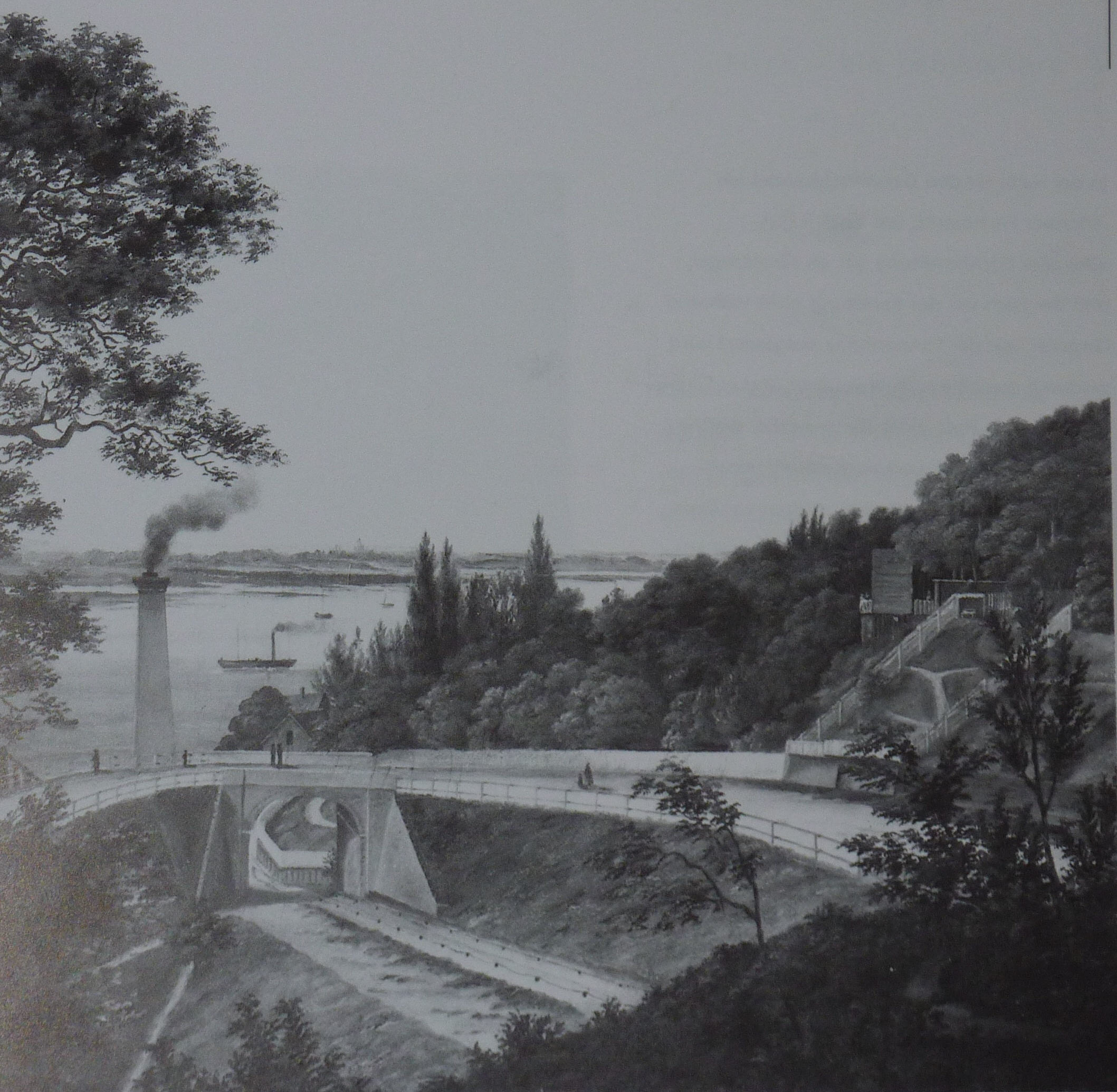
Schiefe Ebene der vormaligen Altonaer Hafenbahn

Eine schiefe Seilebene ist ein stark geneigter Streckenabschnitt eines größeren Eisenbahnnetzes, der von Zügen nur mittels durch Seile übertragener Antriebskräfte überwunden werden kann. Die Züge werden nur für die Fahrt über den steilen Streckenabschnitt an das Seil gekuppelt, auf den anschließenden Strecken fahren sie im normalen Adhäsionsbetrieb.
Auf der schiefen Ebene wird das Seil entweder durch stationäre Antriebsmaschinen bewegt oder der bergwärts fahrende Zug wird mit Hilfe eines über eine Umlenkrolle am oberen Ende der Strecke laufenden Seiles mit dem talwärts fahrenden Zug verbunden. Der talwärtsfahrende Zug kann auch nur aus einer Lokomotive bestehen, so dass man im Betriebsablauf flexibler ist.
Viele schiefe Seilebenen wurden in den Anfängen des Eisenbahnzeitalters angelegt und zunächst ohne Lokomotiven betrieben, beispielsweise auch für die ersten Züge der Stockton and Darlington Railway. Bereits um 1900 waren die meisten wieder abgebaut und durch normale Adhäsionsbahnen ersetzt worden, da die Anlagen im Betrieb aufwendig waren und inzwischen leistungsstärkere Lokomotiven zur Verfügung standen.
Beispiele für schiefe Seilebenen:
- Steilrampe Erkrath–Hochdahl zwischen Düsseldorf und Wuppertal. Die bergwärts fahrenden Züge wurden von 1841 bis 1927 mittels eines über drei Umlenkrollen verlaufenden Seils von den talwärts fahrenden Zügen die Rampe hochgezogen.
- Die Schiefe Ebene von Ans bei Lüttich, auf der Strecke Lüttich-Brüssel, heute LGV-Strecke, war von 1842 bis 1871 in Betrieb.
- Schienenseilbahn Paranapiacaba, Teil der Bahnstrecke Santos–Jundiaí, Brasilien. 1974/82 durch eine Zahnradbahn auf der Trasse der ersten schiefen Seilebene ersetzt.
- Cromford and High Peak Railway, Eisenbahn im britischen Derbyshire mit acht schiefen Seilebenen, die zwei Kanäle miteinander verband. Der Betrieb wurde 1967 eingestellt.
- Beck-Hole-Rampe auf der Whitby and Pickering Railway, England, von 1836–1865. Sie wurde durch eine Umfahrung ersetzt.
- Schiefe Ebene der Altonaer Hafenbahn

## Standseilbahn

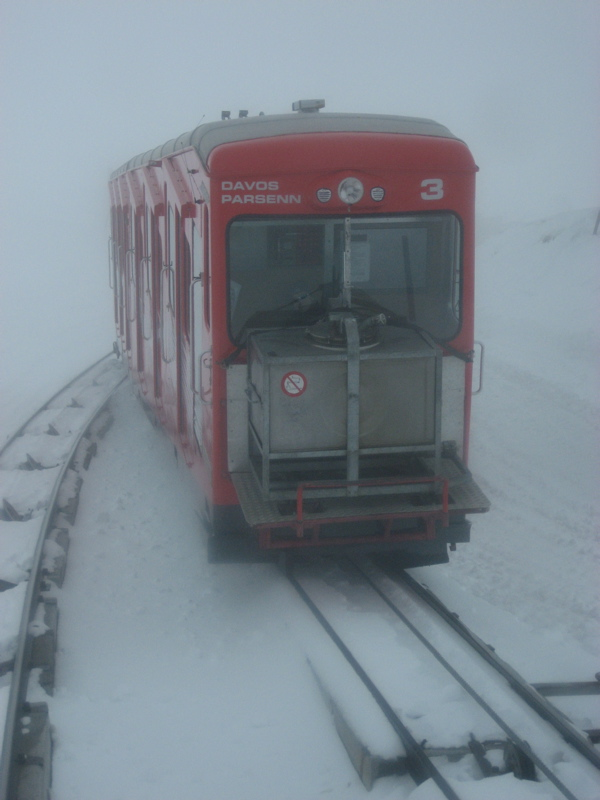
Wagen der Davos-Parsenn-Bahn bei der Ausweichstelle in der Mitte der Strecke

### Regelbauart/Normalform
Eine Standseilbahn ist eine Eisenbahn, auf welcher zwei fest an ein Drahtseil gekuppelte Wagen verkehren. In der Bergstation wird das Seil über eine Umlenkrolle geführt, die entweder einen stationären Antrieb hat oder antriebslos ist. Im letzten Fall bewegen sich die Fahrzeuge, indem das Gewicht des talwärts fahrenden Wagens durch Wasser erhöht wird, wie zum Beispiel bis heute bei der Nerobergbahn in Wiesbaden. Es gibt auch Standseilbahnen, bei denen der Antrieb über ein zweites Seil von der Talstation aus erfolgt.
Wird nur ein einziger Wagen eingesetzt, gilt die Anlage als Schrägaufzug. Dieser Begriff wird umgangssprachlich für alle derartigen Anlagen benutzt.
Beispiele für Standseilbahnen:
- Davos-Parsenn-Bahn, Schweiz
- Merkurbergbahn, Baden-Baden, Deutschland
- Oberweißbacher Bergbahn, Thüringen, Deutschland
- Hungerburgbahn, Österreich

### Standseilbahn mit Traktorbetrieb

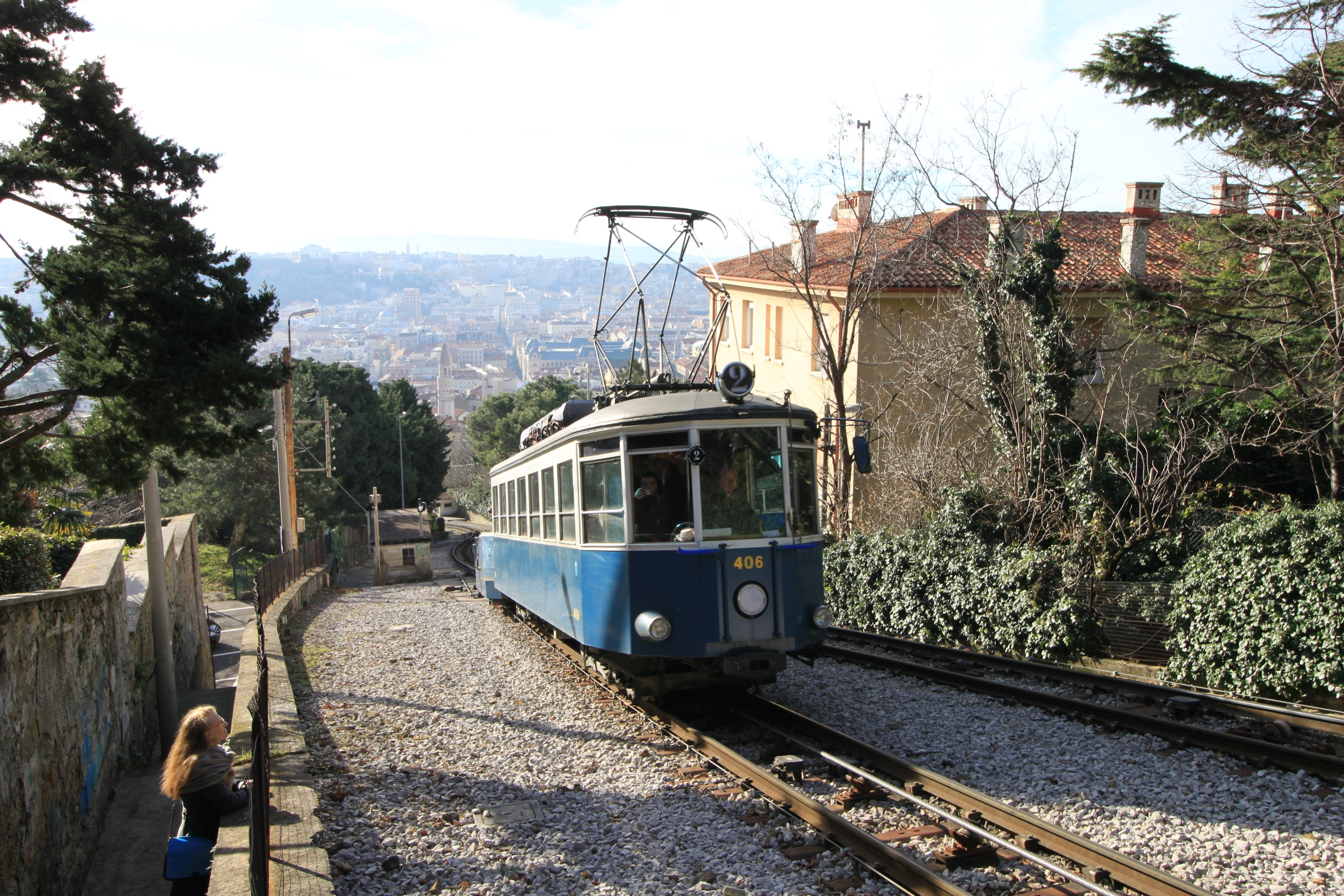
Wagen der Bahnstrecke Triest–Opicina auf der Steilrampe. Der Traktor ist hinter dem Fahrzeug sichtbar.

In einigen Fällen wurden Standseilbahnen auch benutzt um Adhäsionsfahrzeuge über Steilrampen zu befördern, wobei sich die Adhäsionsfahrzeuge während der Fahrt auf die Wagen der Standseilbahn abstützen. Im Gegensatz zu den schiefen Seilebenen bleiben die Wagen der Standseilbahn betrieblich immer mit dem Seil gekuppelt. Solche Anlagen werden Standseilbahn mit Traktorbetrieb genannt,
Beispiele:
- Bahnstrecke Triest–Opicina, bei der die Adhäsionswagen mittels einer Standseilbahn über eine 260 ‰-Rampe befördert werden.
- Rue Terme – Croix-Rousse in Lyon mit Antrieb in der Bergstation.[1]

## Kabelbahn

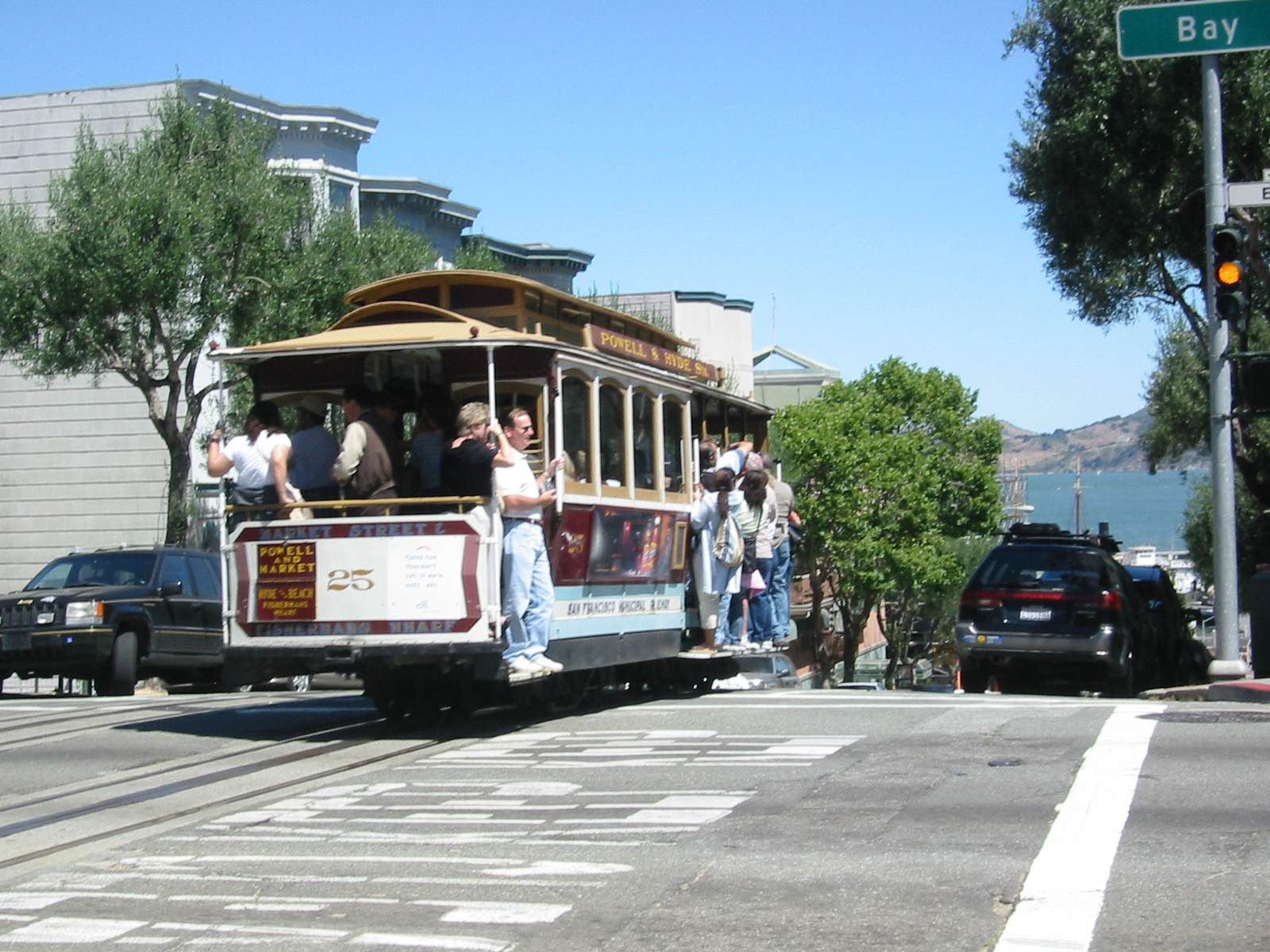
Wagen der San Francisco Cable Cars. Das Zugseil verläuft in einem Schlitz zwischen den Schienen.

Eine Kabelbahn ist eine Eisenbahn, deren Fahrzeuge durch eine stationäre Antriebsmaschine über ein stetig umlaufendes Drahtseil bewegt werden. Die Fahrzeuge werden während des Halts in den Stationen vom Seil abgekuppelt. Ein Seil kann mehrere Fahrzeuge bewegen. Kabelbahnen hatten Ende des 19. Jahrhunderts in Nordamerika als Straßenbahnen eine große Verbreitung. Heute sind nur noch die San Francisco Cable Cars als Touristenattraktion in Betrieb.

## Sonstiges
Mitunter werden Wagen oder auch Wagenzüge per stationärer Seilwinde und Seil (meist Slipanlagen) kurze Strecken verschoben, etwa um sie sukzessive einer Lade- oder Entladeeinrichtung zuzuführen. Viele Güterwagen haben dafür beidseitig und an beiden Wagenenden für beide Zugrichtungen passende Doppelhaken. In einigen Rangierbahnhöfen wurden von Seilbahnen abgeleitete Systeme, sogenannte Seilablaufanlagen, eingebaut.